# Плотников, Николай Сергеевич (философ)
Никола́й Серге́евич Пло́тников (род. 1966) — российский и немецкий философ, историк философии. Специалист по истории немецкой и русской философии XIX—XX веков.

## Биография
Николай Плотников родился в 1966 году.
Научный сотрудник Института философии Рурского университета (Бохум, Германия).
Соредактор ежегодника «Исследования по истории русской мысли».